# روزشمار حسن روحانی از برگزیدگی تا تحلیف ریاست‌جمهوری
حسن روحانی نامزد اعتدالگرای انتخابات ریاست جمهوری سال ۱۳۹۲ بود که با ٪ ۵۰٫۷۱ کل آرا هفتمین رئیس جمهور ایران شد. این نوشتار به روزشمار تاریخی وی از روز برگزیدگی تا پایان مراسم تحلیف می‌پردازد. نخستین نشست خبری حسن روحانی، مراسم تنفیذ و مراسم تحلیف وی از مهمترین رویدادهای این مدت بود.

## خرداد
- حسن روحانی بنا بر اطلاعیه وزارت کشور که در ۲۵ خرداد ۱۳۹۲ منتشر شد در یازدهمین انتخابات ریاست جمهوری در ایران با کسب ٪۵۰٫۷۱ آرا رسماً به عنوان هفتمین رییس جمهور ایران برگزیده شد.
- در روز ۲۵ خرداد (یک روز پس از انتخابات)، به تعداد ۹۲٬۲۰۹ بار از صفحه حسن روحانی در ویکی‌پدیای فارسی و به تعداد ۹۱٬۸۳۳ بار از صفحه Hassan Rouhani در ویکی‌پدیای انگلیسی بازدید انجام شد.
- پس از اعلام خبر پیروزی حسن روحانی در انتخابات مردم سراسر کشور به ویژه طرفداران وی به خیابان‌ها ریخته، به شادی و جشن مشغول شدند. همچُـنین بعضی از مردم عکس‌هایی از حسن روحانی، روبان‌های بنفش و پوسترهایی از محمد خاتمی، علی‌اکبر هاشمی رفسنجانی و حسن روحانی در کنار یکدیگر در دست داشتند.
- پس از انتخابِ حسن روحانی به مقام ریاست جمهوری، رهبر ایران و دیگر نامزدهای انتخابات به وی تبریک گفتند.
- آیت‌الله سیدعلی خامنه‌ای رهبر ایران، حسن روحانی را رئیس جمهور همه مردم ایران خطاب کرد و از همه خواست به رئیس جمهور منتخب کمک کنند.
- پس از پیروزی حسن روحانی در انتخابات، وی از مردمِ ایران سپاسگزاری کرد و به آنان تبریک گفت. حسن روحانی همچنین از شورای نگهبان، قوای سه‌گانه نظام، وزارت کشور، ستادهای اجرایی و نظارت و نیروهای نظامی و انتظامی سپاسگزاری کرد. وی همچُـنین خطاب به مردم گفت که من به پیمانی که با شما بسته‌ام وفادار خواهم بود و با تکیه به دعای خیر و استمرار حضور و پشتیبانیِ شما تا پایانِ این راهِ پرافتخار از پای نخواهم نشست.
- محمود احمدی‌نژاد به حسن روحانی تبریک گفت.
- حسن روحانی از علی‌اکبر هاشمی رفسنجانی و محمد خاتمی تشکر کرد. و نقش آنان در انتخابات را اُمیدآفرین ذکر کرد. وی گفت ایشان از چهره‌های درخشان نظام هستند که در این همه‌پرسی شایستهٔ قدرشناسی می‌باشند.

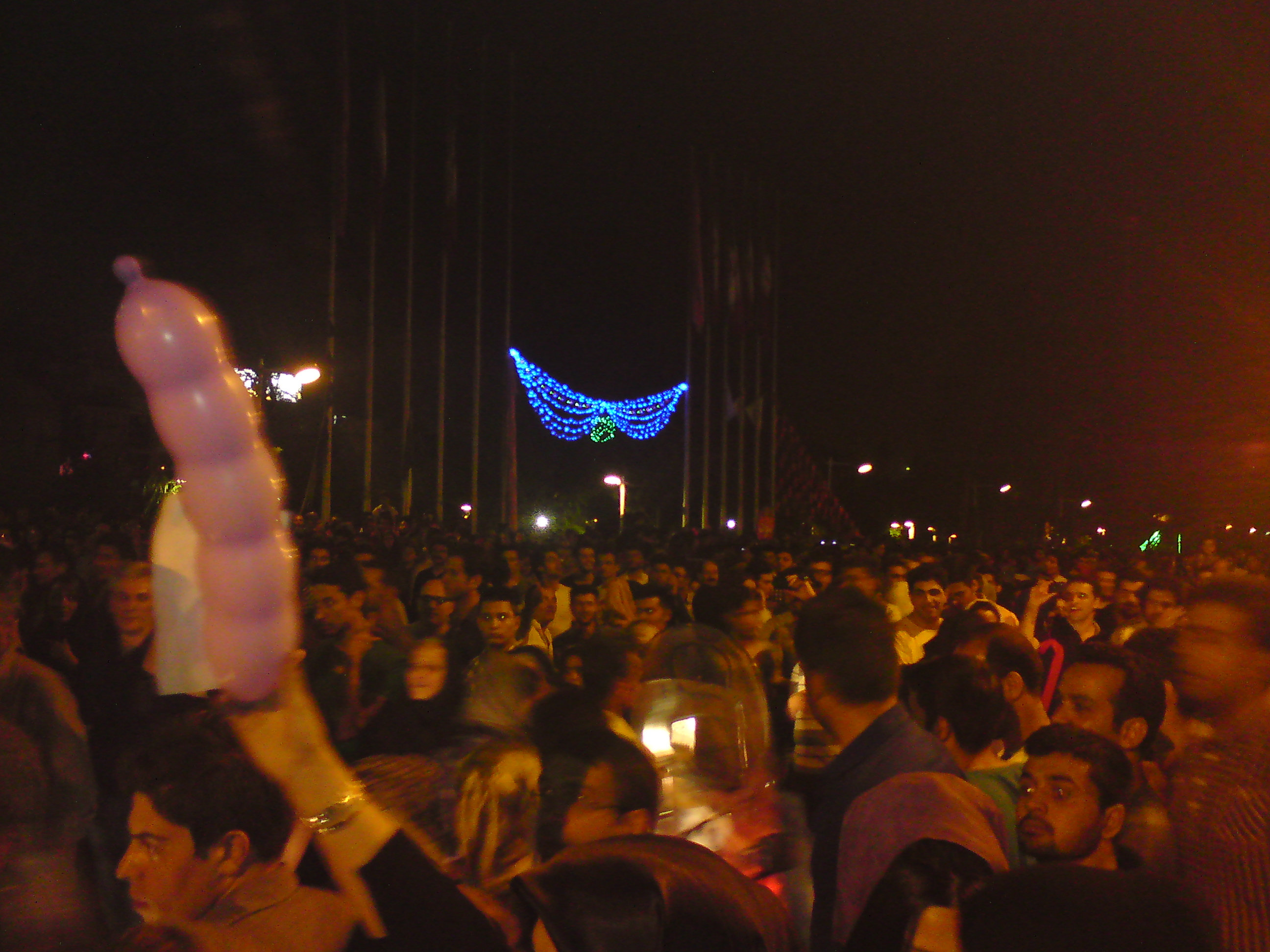
جشن مردم ایران پس از اعلام نتایج در انتخابات، تهران

- در شب ۲۵ خرداد ۱۳۹۲ حسن روحانی اولین مصاحبهٔ تلویزیونیِ خود را با شبکه خبر انجام داد. وی دربارهٔ برنامه‌های خود و انتخابات صحبت کرد.

- محمود احمدی‌نژاد از دوستداران و علاقه‌مندان سرفرازی ایران خواست به حسن روحانی یاری رسانند.
- علی لاریجانی رییس مجلس شورای اسلامی در مرکز تحقیقات استراتژیک مجمع تشخیص مصلحت نظام با حسن روحانی دیدار کرد. وی همچنین انتخاب ایشان را تبریک گفت. لاریجانی گفت که در جلسه رایزنی‌هایی درباره کابینه دولت آینده صورت گرفته است.
- محمدرضا باهنر نایب رئیس دوم مجلس شورای اسلامی از زمان مراسم تحلیف حسن روحانی خبر داد. وی می‌گوید پس از انجام مراسم تنفیذ، پیرو برنامه زمان‌بندی در ۱۴ یا ۱۵ مرداد مراسم تحلیف انجام خواهد یافت. وی خبر داد که رئیس جمهور دو هفته پس از برگزاری مراسم تحلیف، زمان دارد تا وَزیرانش را به مجلس معرفی کند و مجلس هم ۱۰ روز فرصت ارزیابی صلاحیت و برنامه‌های وزرای معرفی شده را دارد. باهنر در پایان تصریح کرد که ما سعی می‌کنیم پیش از پایان فرصتِ دولت دهم، جلسهٔ مشترکی میان دولت یازدهم و مجلس نُهم برگزار شود.
- محسن رضایی دبیر مجمع تشخیص مصلحت نظام و از نامزدهای انتخابات به دیدار حسن روحانی رفت و انتخاب وی را به او تبریک گفت.
- حسن روحانی با رهبر ایران دیدار کرد.
- حسن روحانی به زیارت آرامگاه آیت‌الله خمینی رفت. وی همچنین در آنجا با حسن خمینی دیدار کرد.
- اما بونیو وزیر امور خارجه دولت ایتالیا، حزب بهاراتیا جاناتای هند، نبیه بری، حامد کرزای، کاترین اشتون، رئیس جمهور ونزوئلا، حماس، الهام علیف، بشار اسد، سیدحسن نصرالله، بان کی مون، امیر کشورهای قطر، بحرین، امارات متحده عربی، عربستان و کویت، وزارت خارجه ترکیه، پارلمان کویت، محمود عباس و ولادمیر پوتین به حسن روحانی تبریک گفتند.
- بنیامین نتانیاهو پس از انتخاب حسن روحانی خواستار ادامهٔ فشارها بر ایران شد. همچنین دیوید کامرون به حسن روحانی پیشنهاد داد که همکاری مناسبی درباره پرونده هسته‌ای ایران داشته باشد. همچنین باب کار وزیر امور خارجه استرالیا از رییس جمهور منتخب مردمِ ایران خواست برای تعامل با آن کشور بر سر برنامهٔ هسته‌ای ایران تلاش نماید. آمریکا نیز در واکنشی گفت که به نظر مردم ایران احترام می‌گذارد.
- وزیر امور استراتژیک اسرائیل گفت با انتخاب حسن روحانی سیاست ایران در قبال برنامه هسته‌ای‌اَش تغییر نمی‌کند و تحریم‌ها باید ادامه یابد.

- نشست خبری حسن روحانی در مرکز تحقیقات استراتژیک مجمع تشخیص مصلحت نظام، با حضور خبرنگاران داخلی و خارجی برگزار گردید. وی در این نشست که یک ساعت و سی دقیقه به طول انجامید درباره مسائل گوناگون به خبرنگاران پاسخ داد.
- جان برد وزیر خارجه کانادا در واکنش به پیروزی حسن روحانی در یازدهمین دور از انتخابات ریاست‌جمهوری ایران اعلام کرد که انتخابات و نتایج آن کاملاً بی‌مفهوم و بی‌معنی است.

- محمدباقر قالیباف و سعید جلیلی با حسن روحانی دیدار کردند و پیروزی وی را به او تبریک گفتند.

- باراک اوباما در اولین عکس‌العمل رسمی خود به برگزیدگی حسن روحانی گفت به این انتخاب خوش بین است. وی گفت که امیدوار است با این انتخاب بتوان مذاکراتی را آغاز کرد که به حل پرونده هسته‌ای ایران منجر گردد.

- فرانسوا اولاند درباره پیروزی حسن روحانی گفت: انتخابات ایران نقطه عطف جدیدی برای توسعه ایران شد. وی در این مورد گفت: به عقیده من اگر ایران خواست و انگیزه کافی داشته باشد، انتخابات می‌تواند نقطه عطف جدیدی در توسعه این کشور باشد.

- محمود احمدی نژاد در مرکز تحقیقات استراتژیک مجمع تشخیص مصلحت نظام با حسن روحانی رئیس جمهور منتخب دیدار کرد. حسن روحانی گفت: در این دیدار ضمن بررسی آخرین وضع سیاسی و اقتصادی کشور مقرر شد نماینده‌ای از رییس جمهور منتخب و نماینده‌ای از رییس جمهور امور مربوط به دوره انتقال را پیگیری کنند.
- آیت الله یوسف صانعی از مراجع تقلید شیعه در پیامی، پیروزی روحانی در انتخابات ریاست جمهوری را تبریک گفت. این مرجع، پیش از برگزاری انتخابات، حمایتش را از روحانی اعلام کرده بود.

- در اجرای ماده ۷۹ قانون انتخابات ریاست جمهوری، شورای نگهبان صحت برگزاری انتخابات یازدهمین دوره ریاست جمهوری را تایید نمود. این شورا همچنین اعلام کرد که حسن روحانی به عنوان رئیس جمهور منتخب دوره یازدهم ریاست جمهوری برگزیده شد.
- فرانسوا اولاند حسن روحانی را برای اجلاس ژنو-۲ دعوت کرد و خواستار مشارکت وی شد. رئیس جمهور فرانسه گفت اگر رئیس جمهور جدید ایران بتواند مفید باشد به او در کنفرانس صلح سوریه خوشامد می‌گوییم. فرانسه از نخستین کشورهایی بود که از حسن روحانی درخواست کرد درباره بحران سوریه همکاری نماید.

- بازپخش برنامه تلویزیونی شناسنامه از شبکه سوم صدا و سیما که در آن حسن روحانی خاطرات خود را از مبارزات انقلابی، حضور در جنگ ایران و عراق، روند مذاکرات هسته‌ای و مسئولیت‌های سیاسی نقل کرد. این برنامه برای نخستین بار در ۲۰ بهمن ۱۳۹۱ پخش شده بود.

## تیر
۱ تیر
- دیدار حسن روحانی با علی‌اکبر هاشمی رفسنجانی، سید محمد خاتمی و محمدرضا عارف.

۲ تیر
- عدنان منصور وزیر خارجه لبنان با حسن روحانی دیدار و گفتگو کرد. وی در این دیدار ضمن تبریک پیروزی حسن روحانی در انتخابات خواستار افزایش تعاملات بین دو کشور در آینده شد.

۵ تیر
- علی‌اکبر صالحی وزیر امورخارجه دولت دهم می‌گوید که حسن روحانی گروهی را برای ادامه گفتگوهای ۱+۵ تعیین کرده است. وی همچنین گفت دور بعدی مذاکرات هسته‌ای با روحانی است.

۶ تیر
- حسن روحانی و علی‌اکبر هاشمی رفسنجانی برای دومین بار بعد از انتخابات در دفتر مرکز تحقیقات استراتژیک مصلحت نظام با یکدیگر دیدار کردند. حسن روحانی پس از این ملاقات گفت: «ما همیشه از مشورت‌های خوب آقای هاشمی بهره‌مند شده‌ایم و خواهیم شد. در این دیدار مباحث مختلف روز و آینده مطرح شد.» هاشمی نیز پس از این نشست گفت: «امیدوارم اقدامات آقای روحانی بزودی به نتیجه برسد. ما هم متقابلاً از مشورت‌های آقای روحانی استفاده کرده‌ایم، وی سازماندهی خوبی کرده‌اند و کارها به خوبی پیش می‌رود.»

۸ تیر
- حسن روحانی در سی و دومین همایش افق رسانه ملی در مرکز همایش‌های بین‌المللی صدا و سیما سخنرانی کرد. وی درخصوص مسائل گوناگون به ایراد نظر پرداخت. حسن روحانی بر وفاداری به وعده‌های داده شده، فراجناحی و شایسته‌سالار بودن کابینه، عدم تعهد دولت به احزاب و جناح‌های مختلف و وام‌دار نبودن به آنها، گزینش شایسته‌ترین افراد از هر طیف و جناح به شرط اعتدال، حرکت دولت آینده در چارچوب رای اکثریت، نقش ملت و رهبری در حماسه انتخابات، پرهیز دولت تدبیر و امید از افراط و تفریط، اعتدال و قانون محوری در امور، باز و ترویج کردن بحث اعتدال و استفاده از همه کارشناسان در این گفتمان توسط صدا و سیما، ستیز نکردن؛ تقابل نکردن؛ تسلیم نشدن و منفعل نبودن در سیاست خارجی، بازآفرینی و تحکیم و تثبیت جامعه به سمت رسانه‌های داخلی و خوش‌آمدگویی به تکثر و تنوع دیدگاه‌ها به وسیله صدا وسیما و اهمیت آزادی رسانه‌ها تاکید کرد.

۹ تیر
- نمایندگان وزارت خارجه به سرپرستی عباس عراقچی با حسن روحانی دیدار کردند. این نشست در خصوص بررسی مسائل هسته‌ای به ویژه ارزیابی مذاکرات ایران و ۱+۵ بود.

۱۰ تیر
- جمعی از اصحاب رسانه و مدیران مسئول مطبوعات در محل مرکز تحقیقات استراتژیک مجمع تشخیص مصلحت نظام با حسن روحانی دیدار و گفتگو کردند. وی در این نشست بر فعال بودن رسانه‌ها با توجه به عدم فعالیت کامل احزاب تاکید کرد. وی اضافه کرد این رسانه‌ها هستند که با فعالیت خود نظارت مداوم بر نظام و به ویژه دولت دارند.

- محمود احمدی نژاد در گفتگو با یک شبکه روسی با اشاره به موفقیت روحانی اظهار داشت: «روحانی رئیس جمهور منتخب مردم و مورد احترام همه است و در اداره امور موفق خواهد بود.»

۱۲ تیر
- حسن روحانی در نشست دیدار با روحانیون از گمانه‌زنی‌های این سو و آن سو در خصوص ترکیب کابینه انتقاد کرد و گفت: «مدتی است که بنده با برخی دوستان که ادعایی هم ندارند با دقت کار انتخاب افراد کابینه را آغاز کرده‌ایم و امیدواریم در موعد مقرر شایسته ترین‌ها بدون در نظر گرفتن ارتباط حزبی و جناحی انتخاب شوند.»

۱۳ تیر
- حسن روحانی به منظور زیارت و غبارروبی حرم فاطمه معصومه و دیدار برخی مراجع تقلید و علمای قم وارد این شهر شد.

۱۵ تیر
- محمدحسن نامی وزیر ارتباطات با حسن روحانی دیدار و گفتگو کرد. وی گزارشی در خصوص مسائل این وزارتخانه به رئیس جمهور منتخب ارائه داد.

- حسن روحانی در پیامی به همایش ملی بیوتکنولوژی و ایمنی زیستی و مهندسی ژنتیک با انتقاد از واردات تولیدات حاصل از بیوتکنولوژی به کشور، بر وجود زیرساخت‌های عظیم در این حوزه در ایران و نیز تغییر وضعیت کشور در این زمینه تاکید کرد.

۱۶ تیر
- محمد عباسی وزیر ورزش و جوانان با حسن روحانی دیدار و گفتگو کرد. وی گزارشی درباره مسائل این وزارتخانه به رئیس جمهور منتخب ارائه داد.

۱۷ تیر
- کامران دانشجو وزیر علوم، تحقیقات و فناوری با حسن روحانی دیدار و گفتگو کرد. وی گزارشی درباره آموزش عالی به حسن روحانی ارائه داد.

۱۸ تیر
- احمد وحیدی وزیر دفاع و پشتیبانی نیروهای مسلح با حسن روحانی دیدار و گفتگو کرد. وی گزارشی درباره این وزارتخانه به حسن روحانی ارائه داد. وحیدی گفت تلاش کردیم تصویری روشن از کارهای وزارت دفاع ارائه کنیم البته خوشبختانه رئیس جمهور منتخب نیز سابقه و شناخت خوبی از بخش دفاعی دارد.

۱۹ تیر
- حسن روحانی در پاسخ به پیام تبریک عماد میشل سلیمان رییس جمهوری لبنان ابراز اطمینان کرد که در آینده جمهوری اسلامی ایران و لبنان شاهد گسترش روابط و تحکیم همکاری‌های میان تهران- بیروت و بر اساس اعتماد و احترام متقابل خواهند بود.

۲۳ تیر
- حسن روحانی در محل مجلس شورای اسلامی با نمایندگان دیدار کرد. وی در این ملاقات و سخنرانی از وجود ۴ کمیته جهت بررسی مسائل گوناگون خبر داد. وی گفت زیر نظر این چهار کمیته ۲۰ کارگروه مشغول به کار هستند.

۲۶ تیر
- حسن روحانی در مراسمی با نام محفل انس پیشکسوتان جهاد و شهادت با جمعی از رزمندگان جنگ ایران و عراق دیدار کرد.

## مرداد
۲ مرداد
- فراکسیون اصولگرایان مجلس نهم در آستانه مراسم تنفیذ و تحلیف و معرفی وزرا به مجلس، ۶ اصل مورد نظر این فراکسیون را برای دادن رای اعتماد به وزرای پیشنهادی حسن روحانی اعلام کرد.

۵ مرداد
- حسن روحانی با ۵۰ نفر از مجلس شورای اسلامی که از طیف‌های مختلف سیاسی بودند جلسه‌ای ۱٫۵ ساعته تشکیل داد. روحانی در این جلسه گفت که سعی می‌کند تا فهرست وزراء خود را در مراسم تحلیف یازدهمین دوره ریاست جمهوری به مجلس ارائه دهد. حسن روحانی در این دیدار گفت اگر نمایندگان نقطه نظراتی در خصوص کابینه و برنامه‌های دولت داشتند تا روز تحلیف به مرکز استراتژیک مجمع تشخیص مصحلت نظام ارائه کنند. در این دیدار روحانی خواستار اصلاح واقع‌بینانه در بودجه ۱۳۹۲ شد که مورد تایید نمایندگان مجلس نیز قرار گرفت. همچنین روحانی از رفتارهای محمود احمدی‌نژاد در روزهای پایانی تصدی ریاست جمهوری ایران، گلایه کرد.

۱۱ مرداد
- حسن روحانی در مراسم روز قدس شرکت کرد. وی در مصاحبه با خبرنگاران گفت: «رژیم صهیونیستی زخمی است که سال‌ها بر بدن دنیای اسلام نشسته است. در منطقه ما در سایه اشغال سرزمین فلسطین و قدس عزیز، زخمی بر بدن دنیای اسلام نشسته و این یادآور آن است که مردم مسلمان این حق تاریخی خود را فراموش نخواهند کرد و در برابر ظلم و تجاوز ایستادگی خواهند کرد.» وی این روز را یکی از یادگارهای آیت‌اله خمینی خواند.

۱۲ مرداد
- حسن روحانی با تنفیذ حکم ریاست جمهوری سیدعلی خامنه‌ای رهبر ایران کار خود را آغاز کرد. این مراسم بر طبق سنت همه ساله در ساعت ۱۷ در حسینیهٔ امام خمینی برگزار گردید. در این مراسم محمود احمدی‌نژاد به عنوان رئیس‌جمهور سابق، رؤسای دیگر قُوا و مقامات لشکری و کشوری حضور داشتند. در این مراسم به ترتیب مصطفی محمد نجار (وزیر کشور وقت)، محمد محمدی گلپایگانی، حسن روحانی و آیت‌الله سیدعلی خامنه‌ای سخنرانی کردند.

- پس از انجام مراسم تنفیذ، حسن روحانی و محمود احمدی نژاد روسای جمهور جدید و سابق وارد ساختمان ریاست جمهوری در پاستور شدند و محمود احمدی نژاد دفتر کار رئیس جمهور را به آقای روحانی تحویل داد.

- حسن روحانی در نخستین دیدار خود با یک مسئول بین‌المللی با آصف علی زرداری رییس جمهور پاکستان دیدار کرد.

۱۳ مرداد
- مراسم تحلیف یازدهمین دوره ریاست جمهوری در ایران با حضور میهمانانی از سراسرِ جهان در مجلس شورای اسلامی برگزار گردید. حسن روحانی فهرست اعضای کابینه خود را در این روز معرفی کرد.